# Кулонга
Кулонга — река в России, протекает по Мурманской области. Впадает в Кольский залив Баренцева моря. Длина реки составляет 11 км, площадь водосборного бассейна 107 км².

## Данные водного реестра
По данным государственного водного реестра России относится к Баренцево-Беломорскому бассейновому округу, водохозяйственный участок реки — реки бассейна Баренцева моря от восточной границы реки Печенга до западной границы бассейна реки Воронья, без рек Тулома и Кола. Речной бассейн реки — бассейны рек Кольского полуострова, впадает в Баренцево море.
Код объекта в государственном водном реестре — 02010000612101000001056.